# Uno/Lontanissimo
Uno/Lontanissimo è un 45 giri promozionale della cantante italiana Mina, pubblicato dall'etichetta discografica Ri-Fi nel settembre  1969.

## Il disco
Poteva essere acquistato solo in edicola e non è mai stato commercializzato nei negozi di dischi o singolarmente. Si tratta infatti del primo di tre 45 giri riposti in un apposito contenitore denominato "Disco Strip". La confezione era una speciale striscia di plastica "appendibile" con 3 tasche a scomparto pieghevoli e sovrapponibili per agevolarne il trasporto, ciascuna dei quali serviva a esporre e proteggere separatamente un disco. Un cartoncino aggiunto in cima alla busta, informava dello straordinario prezzo di vendita a 1.000 Lire totali, quando il costo di ciascun supporto si aggirava intorno alle 800 Lire; un altro cartoncino in fondo riepilogava titoli e cantanti dei brani contenuti nei 3 dischi.
I due brani erano stati pubblicati da Mina già nel 1966, entrambi nell'album Mina 2 e Lontanissimo anche nel precedente Studio Uno 66.
Il "Disco Strip", catalogato Ri-Fi STP 92002, contiene i seguenti singoli.
- STP 92002/1 disco 1: Mina - Uno/Lontanissimo
- STP 92002/2 disco 2: Giuliano e i Notturni - Prima di dormire bambina/E sono solo
- STP 92002/3 disco 3: Fausto Leali - Tu che piangi/Devi pensare a me

## Tracce
Lato A
1. Uno (Tango celebre) – 2:55 (Enrique Santos Discépolo, Marianito Morés; edizioni musicali Southern) – 1966

Lato B
1. Lontanissimo (Somewhere) – 2:04 (testo: Alberto Curci 'Devilli' – musica: Leonard Bernstein; edizioni musicali Curci) – 1966